# ムエロナ
ムエロナ (Muelona、"大きな歯の女性")は、コロンビア神話に登場する女性であり、コロンビアのアンデス地域（ウイラ県とトリマ県）に住む人々の伝承や伝説に登場する。 

## 特徴
この女性はいつも見える歯が特徴で、いつも笑顔である。彼女は、長い髪、ぱっちりとした目、牛や馬などより大きく、歯並びの良い歯を持っており美しい。ムエロナは、道端に現れる歩行者に非常に魅力的で魅惑的な女性として近づくが、歩行者を捕まえると、彼女の歯で押し潰す。神話によれば、彼女はほとんどの場合、ギャンブラー、不誠実な男性、アルコール依存症者を獲物にする。ムエロナは、家の中にいる男性や、妊娠中の妻がいる男性、新生児の男の子は襲わない。彼女が好んで道端に現れる時間帯は、午後6時から午後8時の間である。ムエロナは非常に強い性欲を持っているといわれている。